# قلنخور پایین
قلنخور پایین (به لاتین: Aşağı Qələnxur) یک منطقه مسکونی در جمهوری آذربایجان است که در شهرستان قوسار واقع شده است. این روستا ۹۴ نفر جمعیت دارد.